# Toyotarō
Toyotarō (とよたろう, Toyotarou) é um mangaká japonês. Ele desenhou vários mangás relacionados a Dragon Ball e é mais conhecido por ilustrar Dragon Ball Super (2015-atualmente), escrito pelo criador da série Akira Toriyama.

## Biografia
Toyotarō conheceu o trabalho de Akira Toriyama na escola primária com Dr. Slump, o anime Dragon Ball e, finalmente, o mangá Dragon Ball. Com seus cadernos escolares cobertos por seus personagens, ele já estava inventando arcos de histórias para os capítulos de Dragon Ball em sua cabeça.  Até hoje ele nunca desenhou nenhum trabalho autoral, apenas relacionados a Dragon Ball. Anteriormente diretor de televisão, Toyotarō nunca desejou ser mangaká, apenas aconteceu por acaso. Com o pseudônimo Toyble, publicou um doujinshi/fanfic de Dragon Ball AF, um hoax amplamente difundido na internet sobre uma nova série de Dragon Ball após Dragon Ball GT.
Ele levou várias artes para a editora Shueisha, e seis meses depois ele estreou com o primeiro capítulo de duas páginas de Dragon Ball Heroes: Victory Mission.

## Carreira
Toyotarō fez sua estréia profissional como mangaká com Dragon Ball Heroes: Victory Mission na edição de novembro de 2012 da V Jump. É um mangá vinculado à série de videogames Dragon Ball Heroes e durou 28 capítulos até ser colocado em hiato após a edição de fevereiro de 2015. Um capítulo 29 foi incluído no livro Bandai Official 5th Anniversary Fanbook: Dragon Ball Heroes 5th Anniversary Mission, publicado em 19 de novembro de 2015 e todos os capítulos anteriores foram lançados gratuitamente no site do jogo.
Toyotarō também fez uma adaptação do mangá do filme Dragon Ball Z: Fukkatsu no F, que foi escrito por Toriyama. Começou na edição de abril de 2015 do V Jump mensal e durou três capítulos.
Toyotarō começou Dragon Ball Super na edição de agosto de 2015 da V Jump, lançada em 20 de junho de 2015. Atualmente ilustra o mangá enquanto Toriyama escreve a história. Embora o anime geralmente tenha adaptado a história de Toriyama à frente do mangá, alguns personagens do arco "Sobrevivência do universo" foram relatados como sendo projetados por Toyotarō, e alguns por ele e Toriyama. Em novembro de 2018, o mangá de Dragon Ball Super superou o anime e começou a contar uma história original.
Ele também trabalhou com Toriyama em uma adaptação do videogame Dragon Ball Xenoverse 2 de 2016, que ele ilustrou exclusivamente para a edição de colecionador do jogo.

## Estilo
Toyotarō é um artista autodidata, nunca tendo estudado formalmente como fazer mangás. Quando perguntado qual o seu mangá favorito, além de Dragon Ball, ele citou Cashman – Saving Soldier de Toriyama e Rurouni Kenshin de Nobuhiro Watsuki. Ele é mais inspirado pelo cinema do que pelo mangá, particularmente aqueles feitos pela Disney, Marvel e Pixar.
Toyotarō explicou que para Dragon Ball Super ele recebe os principais pontos da trama de Toriyama, antes de desenhar o storyboard e preencher os detalhes entre si. Ele envia o storyboard para Toriyama para revisão, que dá feedback e faz alterações antes de devolvê-lo a Toyotarō, que ilustra o manuscrito final e o envia a Shueisha para publicação. 
Toriyama disse que, de todos os que trabalham na franquia Dragon Ball, a arte de Toyotarō é a mais próxima da sua. Amy McNulty, do Anime News Network, concordou, chamando a arte de Toyotarō de "praticamente indistinguível" da de Toriyama. O próprio Toyotarō disse que está confiante em reproduzir os personagens de Toriyama e suas sutilezas, mas precisa praticar em robôs e mechas.  Quanto às diferenças, ele observou que ele desenha mais quadros e close-ups que Toriyama e faz retículas digitalmente. 

## Trabalhos

### Mangá
- Dragon Ball Heroes: Victory Mission (2012–atualmente, serializado na  V Jump)
- Dragon Ball Z: Fukkatsu no F' (2015, escrito by Akira Toriyama, serializado na V Jump)
- Dragon Ball Super (2015–atualmente, escrito por Akira Toriyama, serializado na V Jump)
- Dragon Ball Xenoverse 2 The Manga (2016, escrito por Akira Toriyama, incluído na edição de colecionador do jogo)

### Outros trabalhos
- Super Dragon Ball Heroes: World Mission (2019) – design do personagem Sealas (シーラス, Shīrasu)